# Reserva ecológica Cofán-Bermejo
La Reserva Ecológica Cofán-Bermejo (RECB) es un área natural protegida localizada al noreste del Ecuador, limitando hacia el norte con el río San Miguel, frontera con Colombia, en el cantón Cascales de la provincia de Sucumbíos. El área abarca las cabeceras de los ríos Bermejo, Chandia Na'en y Ccuccono, y comprende altitudes desde los 400 a los 2.200 m. Además, incluye áreas prístinas de bosque que constituyen parte del territorio ancestral de la etnia Cofán de Sinangoe.
Las comunidades Cofán y la Fundación para la Sobrevivencia del Pueblo Cofán desarrollan algunos proyectos de conservación y educación, como cría en cautiverio de tortugas amazónicas, educación para el pueblo Cofán, producción y comercialización de artesanías, ecoturismo y construcción, y comercialización de eco-canoas.

## Administración
La Reserva Ecológica Cofán-Bermejo fue declarada en febrero de 2002 y es administrada por las comunidades cofanes locales, a través de la Federación Indígena de la Nacionalidad Cofán del Ecuador (FEINCE), junto con la Fundación para la Sobrevivencia del Pueblo Cofán, y en coordinación con la Dirección Nacional de Biodiversidad y Áreas Naturales Protegidas del Ministerio del Ambiente, como parte del proceso de descentralización de las funciones del Ministerio del Ambiente.

## Características
Está formada por bosques húmedos muy diversos, que van desde selva tropical baja hasta bosques andinos y páramos en el poco explorado Cerro Sur Pax. Es una zona de transición entre la flora de la Amazonía y de los Andes, especialmente a los 1.500 m, creando una comunidad de plantas muy diversa y compleja.
Se distinguen los siguientes tipos de bosque: bosque de laderas bajas, ríos y orillas de quebradas (400-950 m), bosque de laderas altas (950- 1.500 m) y bosques de crestas y cimas de montañas (1.500-2.300 m). Casi toda el área se mantiene en estado prácticamente prístino; sin embargo, hay zonas habitadas por indígenas Cofán que practican actividades de subsistencia (agricultura, caza, pesca) .

## Flora

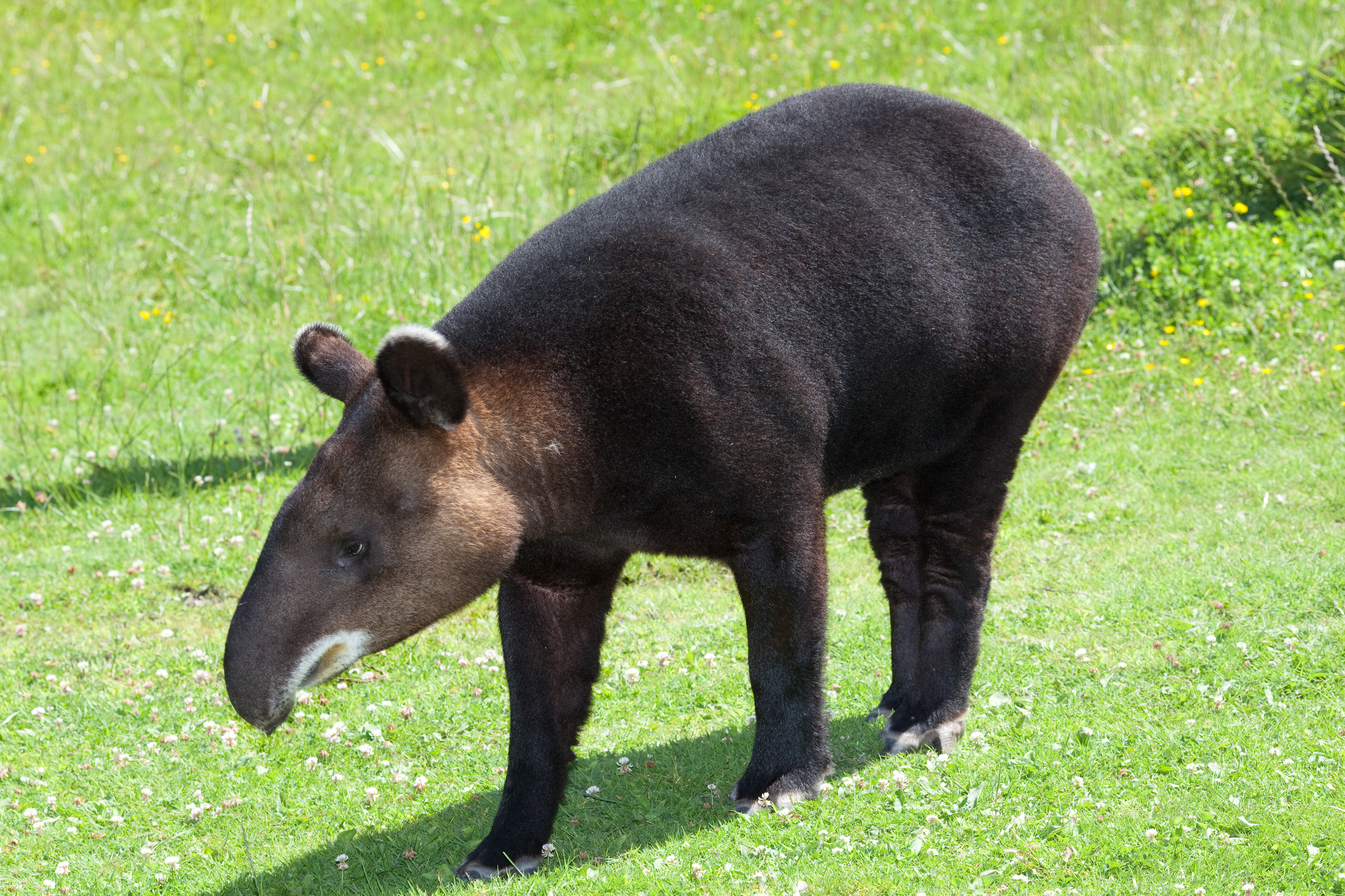
Tapir andino, uno de los raros animales que se encuentran en la Reserva.

Tanto la flora amazónica como la andina, consideradas las más grandes del mundo, convergen en esta zona para producir una comunidad sumamente variada y compleja, apreciándose una heterogeneidad significativa en la composición y estructura forestal. En general, se puede observar una relación inversa entre la diversidad de especies arbóreas con la altitud, pues las zonas bajas presentan mayor diversidad que las altas.
En esta Reserva se ha reportado la existencia de al menos 800 especies de plantas, incluyendo algunas especies previamente desconocidas. Se descubrió una nueva especie de la familia Bromeliaceae, y se encontraron la mitad de palmas conocidas en la región oriental. Además, el sitio podría ser un centro de diversidad para la familia Rubiaceae.

## Fauna
Según estudios realizados, podrían encontrarse hasta 700 especies en el área. Este es el único sitio en Ecuador donde se ha registrado al tinamú negro (Tinamus osgoodi) y uno de los pocos donde habita el fiofío submontano (Myiopagis olallai), especie descrita recientemente. Hay además poblaciones importantes de especies poco conocidas, de distribución restringida o amenazadas de extinción, como el papagayo verde (Ara militaris), el periquito alipunteado (Touit stictoptera),  el mochuelo canela (Aegolius harrisii), el calzadito pechiblanco (Eriocnemis alinae), el tororoí bigotudo (Grallaria alleni), la pava negra (Aburria aburri), entre otros.
También se han registrado 42 especies de mamíferos grandes, incluyendo al menos 12 amenazados de extinción, como el tapir andino (Tapirus pinchaque),  el armadillo gigante (Priodontes maximus), el perro de monte (Speothos venaticus) y el zorro de oreja corta (Atelocynus microtis). Es notable la presencia de 12 especies de primates, además del oso de anteojos (Tremarctos ornatus) y otros mamíferos grandes, así como algunas potenciales especies nuevas. En cuanto a anfibios y reptiles, se han registrado 31 especies, incluyendo también especies potencialmente nuevas.